# Kedrowaja-Pad-Naturreservat

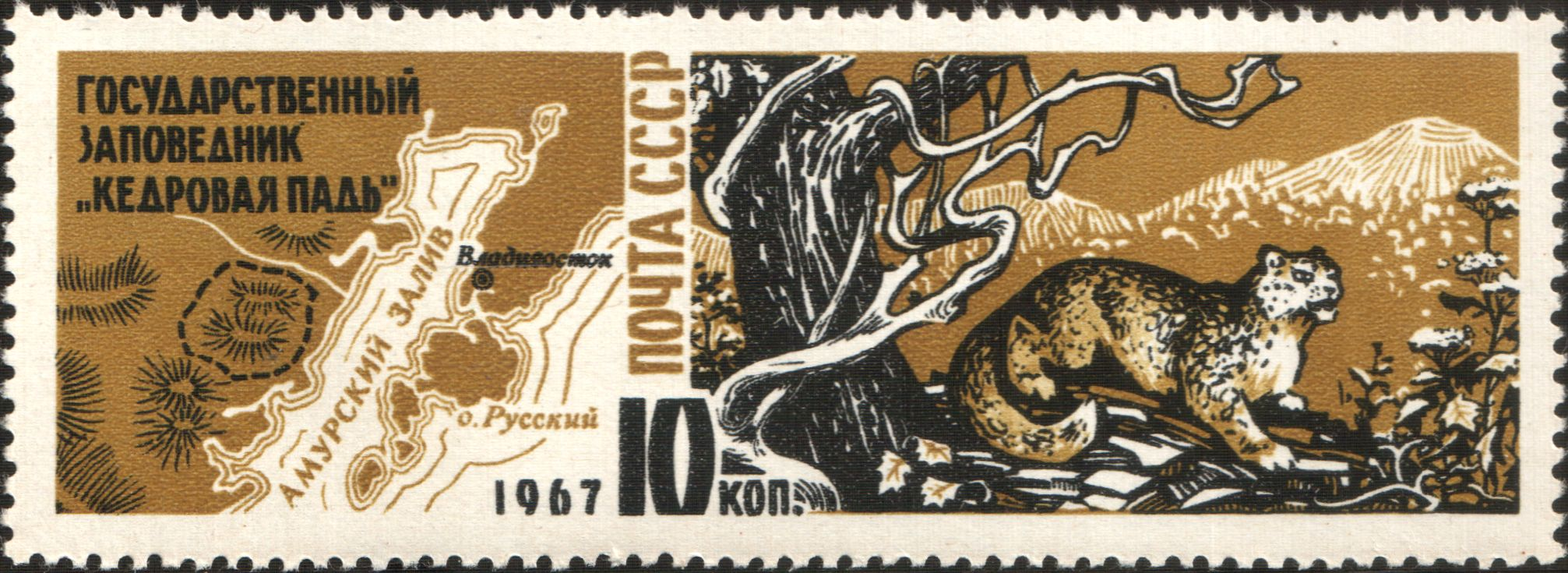
Kedrowaja-Pad-Naturreservat (Lageskizze und Amurleopard vor typischer Landschaft) auf einer sowjetischen Briefmarke zum von 1967

Das Kedrowaja-Pad-Naturreservat (russisch Заповедник «Кедровая Падь», Sapowednik „Kedrowaja Pad“) ist ein Schutzgebiet im fernen Osten Russlands. Es wurde im Jahr 1925 gegründet und bedeckt eine Fläche von 179 Quadratkilometern. Das Reservat ist ein wichtiges Refugium des bedrohten Amurleoparden. Kedrowaja-Pad besitzt eine gemeinsame Verwaltung mit dem Leopardenland-Nationalpark, der das streng geschützte Gebiet umrahmt.

## Landschaft
Das Reservat liegt im äußersten Süden der Region Primorje westlich von Wladiwostok, nahe der Grenze zu China. Es umfasst 179 Quadratkilometer Bergwald. Die Mischwälder stellen ein Übergangsgebiet zwischen Sibirischer Taiga und subtropischen Wäldern dar. Die Hälfte der Fläche wird heute von der Mongolischen Eiche (Quercus mongolica) bedeckt. Sie wurde in der Vergangenheit vor allem durch Forstwirtschaftliche Maßnahmen begünstigt. Daneben gedeihen vor allem Linden, Ahorne, Birken, Ulmen, Eschen und verschiedene Nadelbäume wie die Mandschurische Tanne und die Korea-Kiefer. Vereinzelt kommen auch Wildbirnen und Rhododendron vor. 

## Fauna
Das Reservat ist eines der wichtigsten Reservate für den bedrohten Amurleoparden. Durch Kamerafallen konnten hier und im benachbarten Leopardowy-Wildreservat im Jahr 2011 insgesamt zwölf verschiedene Tiere identifiziert werden. In den Jahren davor waren es stets sieben bis neun dieser seltenen Wildkatzen. Als weitere große Räuber kommen neben dem Leopard der Amurtiger und der Kragenbär vor. Darüber hinaus beherbergt das Reservat große Bestände an Huftieren, wie Wildschweinen und Sibirischen Rehen, Sikahirschen und Sibirischen Moschustieren. An kleineren Raubtieren kommen Rotfüchse, Marderhunde, Asiatische Dachse, Buntmarder, Fischotter, Feuerwiesel und Amurkatzen vor. Auffällige Kleinsäuger sind Eichhörnchen, Streifenhörnchen und Flughörnchen. Das Gebiet beherbergt auch zahlreiche Vögel und Reptilien, wie Froschsperber und Tigernatter.